# Yldiz Pollack-Beighle
Yldiz Deborah Pollack-Beighle (Paramaribo, 21 de abril de 1983) es una política surinamesa que se desempeñó como ministra de Relaciones Exteriores desde febrero de 2017 hasta el 16 de julio de 2020.

## Primeros años y educación
Pollack-Beighle nació en Paramaribo el 21 de abril de 1983. Tiene una maestría en derecho de la Universidad Anton de Kom de Surinam (2009) y una maestría en administración pública y gobernanza del Instituto FHR Lim a Po de Estudios Sociales (2012).

## Carrera profesional
Pollack-Beighle trabajó como embajadora de la juventud para la Comunidad del Caribe desde 2005. En 2008 fue apoyada por Surinam para participar en el Caribbean Community Secretariat en Guyana, donde fue encargada de política, antes de convertirse en subdirectora del programa para el desarrollo de la juventud en 2013.
El 1 de febrero de 2017, Pollack-Beighle fue nombrada ministra de Relaciones Exteriores por el presidente Dési Bouterse. Se desempeñó en el cargo hasta el 16 de julio de 2020.

## Vida personal
Pollack-Beighle está casada con Jozef Pollack y tiene una hija.